# Hero Fiennes-Tiffin
Pour les articles homonymes, voir Beauregard, Faulkner, Fiennes (homonymie) et Tiffin.
Hero Fiennes-Tiffin, né le 6 novembre 1997 à Londres en Angleterre, est un acteur et mannequin britannique.
Il est connu pour tenir le rôle de Tom Jedusor/Voldemort enfant dans la série de films Harry Potter et pour tenir le rôle de Hardin Scott dans la saga à succès After adaptée de la série de romans éponyme d'Anna Todd.

## Biographie

### Enfance et formation
Hero Beauregard Faulkner Fiennes-Tiffin est né à Londres le 6 novembre 1997, des réalisateurs et scénaristes George Tiffin et Martha Fiennes, et a fait ses études dans l'établissement d'enseignement secondaire de Emanuel School à Battersea. Il a un frère aîné, Titan Fiennes-Tiffin et une sœur plus jeune, Mercy Fiennes-Tiffin. Il est membre de la famille Twisleton-Wykeham-Fiennes (en) et arrière-petit-fils de Maurice Fiennes (en) et petit fils de Mark Fiennes (en). Il a pour oncles les acteurs Ralph Fiennes et Joseph Fiennes et Magnus Fiennes, compositeur ainsi qu'une tante Sophie Fiennes, réalisatrice de cinéma et de documentaires.   
Sa mère fait partie de la lignée royale du roi Jacques II d'Écosse, ce qui fait de lui le cousin au 8e degré de Charles III, roi d'Angleterre.  
Son oncle, Ralph Fiennes est notamment connu pour avoir tenu le rôle de Voldemort dans la saga Harry Potter.

### Carrière
Hero Fiennes-Tiffin a fait sa première apparition au cinéma en tant que Spartak dans le drame de 2008, Bigga Than Ben. Il a ensuite obtenu le rôle de Voldemort/Tom Jedusor enfant dans la saga Harry Potter et le Prince de sang mêlé.
À côté de sa carrière d’acteur, il est aussi mannequin. Il a notamment été égérie pour H&M et a même défilé en 2017 lors de la Fashion Week de Milan pour Dolce & Gabbana. En 2020, il devient égérie de la marque Italienne Ferragamo, pour laquelle il défile et devient le visage de son nouveau parfum. 
En 2018, il a été choisi pour interpréter le rôle principal de Hardin Scott aux côtés de Josephine Langford, dans le film romantique After : Chapitre 1, l'adaptation cinématographique du roman à succès After, des romans Wattpad d'Anna Todd publié en 2014,. Il s'agit du premier gros succès de Hero Fiennes-Tiffin au cinéma. Le deuxième volet, After : Chapitre 2 (After We Collided) est prévu pour septembre 2020 aux États-Unis ,. Le film sort finalement le 22 décembre 2020 sur Amazon Prime Vidéo.
Il a également réinterprété le rôle de Hardin Scott dans les deux derniers volets de la saga After : After : Chapitre 3 (2021) et After : Chapitre 4 (prévu pour 2022). Le deuxième et troisième chapitres sont sortis sur Amazon Prime et il en sera de même pour le dernier chapitre de la saga.
Ce rôle a permis à Hero de se faire connaître davantage, d'avoir son ascension.

## Filmographie

### Cinéma

#### Longs métrages
- 2008 : Bigga than Ben (en) de Suzie Halewood : Spartak
- 2009 : Harry Potter et le Prince de sang-mêlé (Harry Potter and the Half-Blood Prince) de David Yates : Tom Elvis Jedusor / Voldemort jeune
- 2012 : Private Peaceful de Pat O'Connor : Charlie jeune
- 2019 : After : Chapitre 1 (After) de Jenny Gage : Hardin Allen Scott
- 2020 : After : Chapitre 2 (After We Collided) de Roger Kumble : Hardin Allen Scott
- 2020 : The Silencing de Robin Pront : Brooks Gustafson
- 2021 : After : Chapitre 3 (After We Fell) de Castille Landon : Hardin Allen Scott
- 2022 : After : Chapitre 4 (After Ever Happy) de Castille Landon : Hardin Allen Scott
- 2022 : The Woman King de Gina Prince-Bythewood
- 2022 : First Love d'A.J. Edwards : Jim
- 2023 : After : Chapitre 5 (After Everything) de Castille Landon : Hardin Allen Scott
- 2024 : Le Ministère de la Sale Guerre (The Ministry of Ungentlemanly Warfare) de Guy Ritchie : Henry Hayes
- 2025 : Picture This de Prarthana Mohan

#### Court métrage
- 2017 : ERDEM X H&M : The Secret Life of Flowers de Baz Luhrmann : Adam

### Télévision

#### Séries télévisées
- 2018 : Safe : Ioan Fuller
- 2018 : Tunnel : Leo
- 2019 : Cleaning Up : Jake

## Distinctions

### Récompenses
- 2019 : 21e cérémonie des Teen Choice Awards : Meilleur acteur dans un film dramatique pour After : Chapitre 1[8].
- 2019 : Ischia Film Festival : Meilleur espoir de l'année pour After : Chapitre 1[9].